# Tuva
För andra betydelser, se Tuva (olika betydelser).
Tuva (Тыва, Tyva) är en
delrepublik i Ryssland, belägen i södra Sibirien vid gränsen mot Mongoliet. Den har en yta på 170 500 km² och har lite mer än 300 000 invånare. Republiken gränsar till Altajrepubliken, Chakassien, Krasnojarsk kraj, Irkutsk oblast och Burjatien i Ryssland samt mot Mongoliet i syd. Skogar och bergsområden upptar stora delar av ytan och republiken är mycket glest befolkad. Majoriteten av befolkningen är tuviner som talar tuvinska, men även ryska talas omfattande. Huvudstad är Kyzyl. Republikens nuvarande regeringschef är Sjolban Kara-ool.

## Historia
De första människorna kom till området som nu heter Tuva 40 000–30 000 år sedan.
Tuva var ett turkiskt khanat då det år 1207 erövrades av mongolerna under Djingis khan. Tuva var under mongolisk dominans fram tills 1757 då området kom under Qingimperiets styre; dock var området i stort sett självstyrande under mongoliska furstar. 
Efter Xinhairevolutionen i Kina år 1911 följde en period med oklara maktförhållanden i Tuva. År 1918 utropades självständighet och år 1921 utropades Tuva som folkrepublik, med stöd av Sovjet. Trots att landet i det närmsta var en sovjetisk satellitstat upprättade den tuvinska regeringen diplomatiska kontakter med flera grannländer och man lät även trycka sina egna frimärken. Under andra världskriget förklarade Tuva 1942 krig mot Tyskland. Tuva inträdde i Sovjetunionen år 1944, och organiserades den 11 oktober det året som det tuvinska autonoma oblastet inom Ryska SFSR. Den 10 oktober 1961 blev Tuva en autonom republik, Tuvinska ASSR. 
Efter Sovjetunionens sammanbrott 1991 förblev Tuva del av Ryssland och var en av parterna som den 31 mars 1992 undertecknade fördraget som skapade Ryska federationen. En konstitution författades den 22 oktober 1993 och godkändes av en folkomröstning den 12 december samma år. Efter en folkomröstning den 6 maj 2001 antogs en ny konstitution.

## Geografi

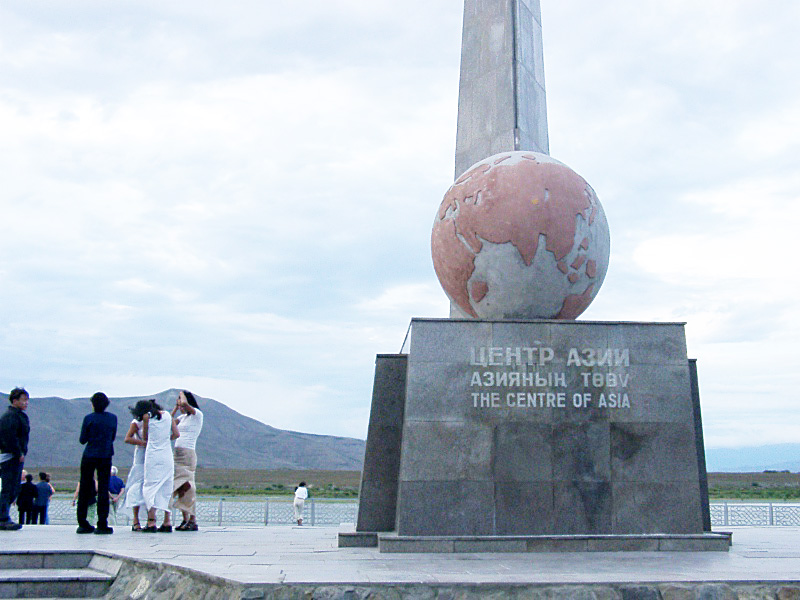
Monumentet för Asiens centrum i Kyzyl.

Tuva har en yta på 170 500 km². Omkring 80 procent utgörs av bergslandskap. Republiken omgärdas av bergskedjorna Altaj (i väst), Sajan (i norr) och Tannu-Ola (i söder). Största delen av landet är skogbeklätt. Floden Jenisej flyter genom landet efter att den vid Kyzyl uppstått som en förening av Stora Jenisej och Lilla Jenisej. Naturtillgångar i Tuva inkluderar kol, järn och guld. Asiens geografiska centrum antas ligga i republiken.

## Politik
Efter en folkomröstning den 6 maj 2001 antogs en ny konstitution, enligt vilket Tuva inte har någon president, endast en regeringschef och en vice regeringschef. Parlamentet har en kammare och 32 ledamöter. Tuvinska och ryska är officiella språk.
Den tidigare presidenten, Sjerig-ool Oorzjak, blev den förste att tillträda den nya regeringschefsposten. Oorzjak ersattes den 6 april 2007 av Sjolban Kara-ool. 

## Demografi
Tuva hade 307 925 invånare vid folkräkningen 2010. Enligt folkräkningen år 2002 var 235 313, eller 77 procent, tuviner. 61 442, eller 20,1 procent, var ryssar. Mindre grupper inkluderar komier på 1 404 individer och chakasser på 1 219 individer. Officiella språk är tuvinska och ryska. Bland religioner dominerar buddhism (lamaism) och schamanism; därutöver finns små kristna och muslimska minoriteter. Andel buddhister (62 % av befolkningen) är den största i hela Ryssland.

## Kultur
Tuvinerna är kända för sin strupsång, chöömij. Den ryska sångerskan Sainkho Namtchylak, som kommer från Tuva, är känd för att sjunga chöömij.

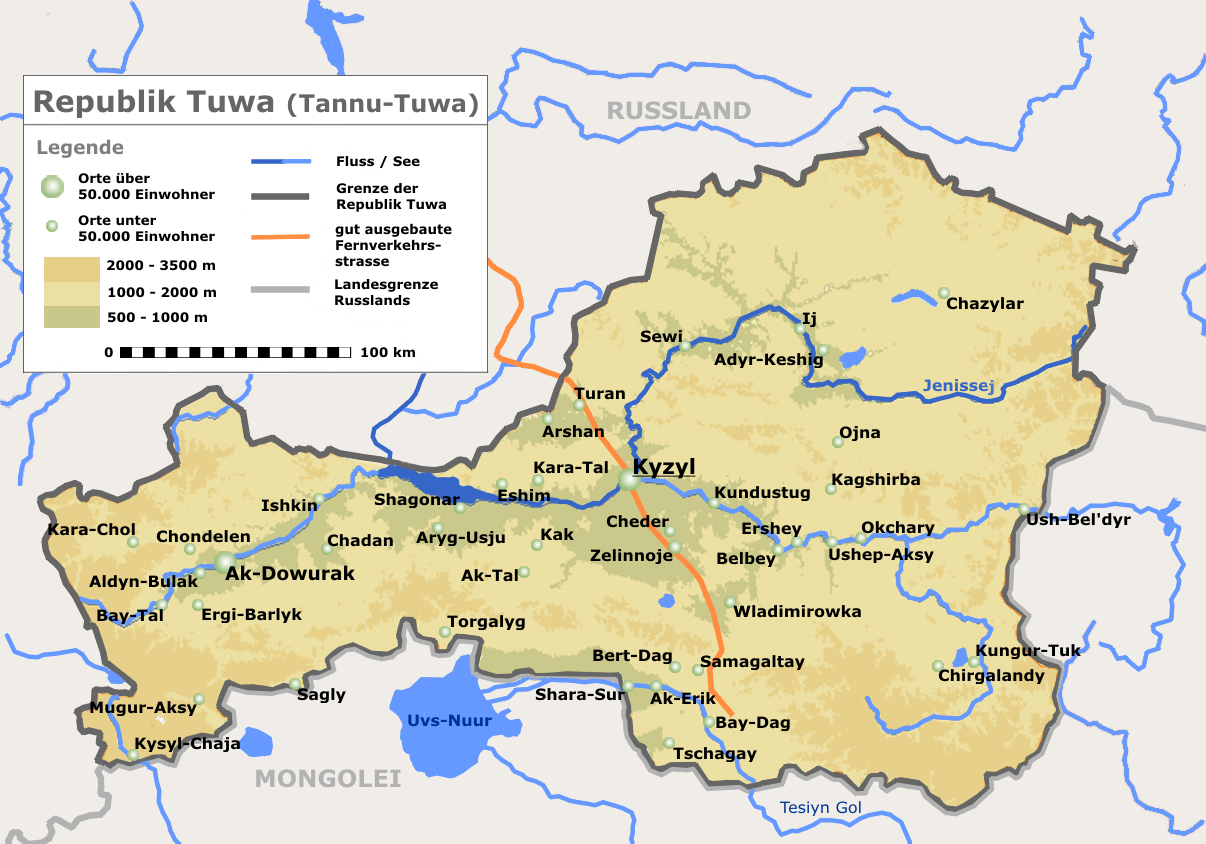
Tyskspråkig karta över Tuva